# Colosius
Colosius is een geslacht van weekdieren uit de klasse van de Gastropoda (slakken).

## Soort
- Colosius lugubris (Colosi, 1921)